# Siegfried II von Querfurt
Siegfried II von Querfurt, född omkring 1250, död 5 maj 1310, var furstbiskop i Hildesheim från 1279 till 1310.

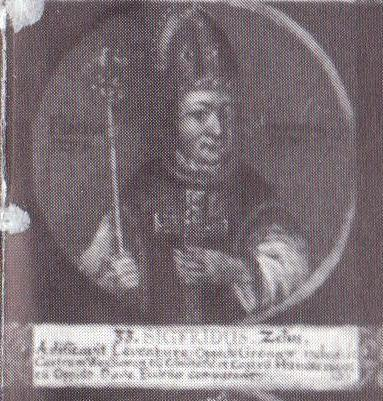
Siegfried II von Querfurt avbildad i målning av biskopslängden i Hildesheim omkring år 1800.

## Biografi
Siegfried föddes in i en familj tillhörande Querfurt-ätten i det som i dag är tyska Sachsen-Anhalt.
Han var chef för ordenskapitlet vid domkyrkan i Magdeburg innan han utnämndes till furstbiskop i Hildesheim den 18 juli 1279. 
Biskopsdömet befann sig under tiden i en utsatt situation och hotades av bland annat av invasion av hertigarna av Brunswick och Lunenburg och interna oroligheter. Som del av sin försvarsstrategi grundade Siegfried den medeltida kommunen Gronau samt beordrade byggandet av fästningarna i Liebenburg och i Ruthe (nuvarande Sarstedt). År 1302 köpte han slottet i Westerhof (nuvarande Kalefeld) och 1310 grevskapet Dassel för att expandera biskopsdömet.